# Communauté de communes du Pays de Tinchebray
La communauté de communes du Pays de Tinchebray est une ancienne communauté de communes française, située dans le département de l'Orne et la région Basse-Normandie.

## Histoire
Créée en 1994, la communauté de communes fusionne le 1er janvier 2013 avec la communauté de communes de la Visance et du Noireau pour former la communauté de communes du Canton de Tinchebray.

## Composition
Elle regroupait onze communes du canton de Tinchebray :
1. Beauchêne
2. Clairefougère
3. Larchamp
4. Le Ménil-Ciboult
5. Moncy
6. Saint-Christophe-de-Chaulieu
7. Saint-Cornier-des-Landes
8. Saint-Jean-des-Bois
9. Saint-Quentin-les-Chardonnets
10. Tinchebray
11. Yvrandes

## Administration
| Période                                  | Période       | Identité      | Étiquette | Qualité                           |
| ---------------------------------------- | ------------- | ------------- | --------- | --------------------------------- |
| mai 1994                                 | décembre 1995 | Hubert Bassot | UDF       | Maire de Tinchebray               |
| avril 1996                               | avril 2008    | Henri Cauchon |           | Maire de Saint-Cornier-des-Landes |
| avril 2008                               | décembre 2012 | Jérôme Nury   | UMP       | Maire de Tinchebray               |
| Les données manquantes sont à compléter. |               |               |           |                                   |